# Niankar
Niankar är en ort i Burkina Faso.   Den ligger i regionen Cascades, i den sydvästra delen av landet, 400 km sydväst om huvudstaden Ouagadougou. Niankar ligger 277 meter över havet och antalet invånare är 1 529.
Terrängen runt Niankar är platt. Närmaste större samhälle är Banfora, 9,9 km norr om Niankar.
Omgivningarna runt Niankar är en mosaik av jordbruksmark och naturlig växtlighet. Runt Niankar är det ganska tätbefolkat, med 104 invånare per kvadratkilometer.